# Figuur 8-racing

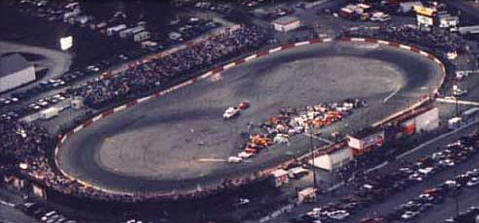
Indianapolis Speedrome, voorbeeld van een figuur 8-baan

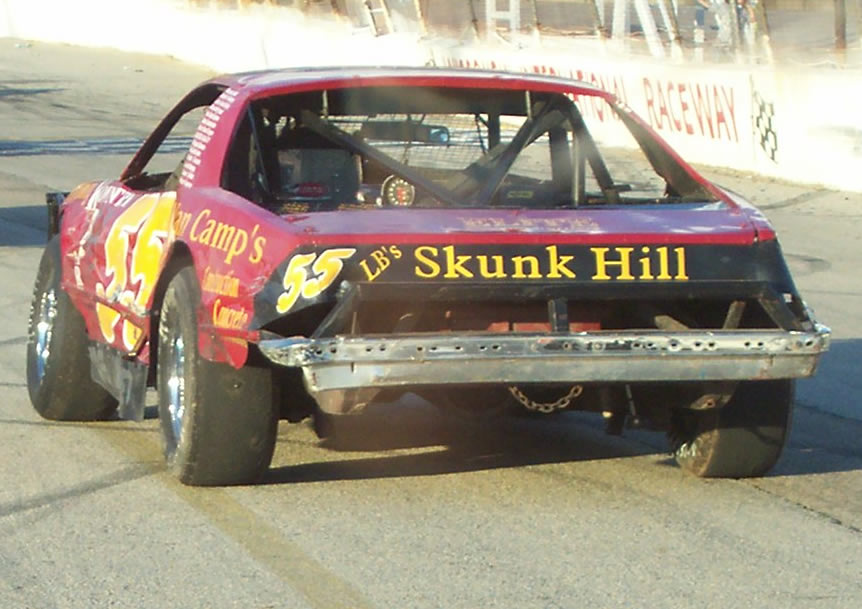
Auto die gebruikt wordt voor figuur 8-racing

Figuur 8-racing is een vorm van autorace die elementen combineert van demolition derby en wegrace. Figuur 8-race is direct na de Tweede Wereldoorlog ontstaan.
De baan heeft de vorm van een 8 en de crossauto's kruisen elkaar in het centrum van de 8, dat in het Engels crossover wordt genoemd. Vanwege deze opzet zijn crashes onvermijdelijk. Bij figuur 8-racing is een consequente oplettendheid nodig en een goed gevoel voor detail en timing tijdens het passeren van de crossover.
Meestal worden standaard productieauto's gebruikt waar overbodige delen uit zijn verwijderd, maar waarin wel aanpassingen zijn gemaakt voor de bescherming en veiligheid van de bestuurder. Vaak wordt een spoiler boven op de auto geplaatst om de neerwaartse druk te vergroten. Het chassis van de auto's is meestal gemaakt van dun plaatstaal.

## Voorbeelden van figuur 8-banen
- Evergreen Speedway
- Flat Rock Speedway
- Indianapolis Speedrome
- Riverhead Raceway
- Seekonk Speedway
- Slinger Super Speedway
- Toledo Speedway
- Wisconsin International Raceway
- Irwindale Speedway